# Nậm He
Nậm He là một phụ lưu tả ngạn của Nậm Lay, một nhánh phụ bên hữu ngạn sông Đà. Nậm He có lưu vực khoảng 300 km² chủ yếu thuộc địa phận các xã Chà Tở, Mường Tùng của huyện Mường Chà, phía bắc tỉnh Điện Biên, Việt Nam .
Nậm He dài 12 km, diện tích lưu vực 27 km² mã sông là "02 02 63 25 01" .

## Dòng chảy
Nậm He khởi nguồn từ dãy núi phía đông xã Chà Tở huyện Nậm Pồ tỉnh Điện Biên. 22°00′15″B 102°57′52″Đ / 22,0042°B 102,964512°Đ
Dòng Nậm He chủ yếu chảy theo hường Tây - Đông và nhập và dòng Nậm Lay tạo ra một cánh đồng bằng phẳng, kéo dài chừng 10 km cho tới khi gặp sông Đà chảy ngang qua phía bắc thị xã Mường Lay (thị xã Lai Châu cũ). Một phần diện tích của cánh đồng này và hầu hết thị trấn Mường Lay cũ nay đã bị ngập sâu trong lòng hồ thủy điện Sơn La (dưới cao độ 215 m). Lượng mưa lớn nhất đo được trong ngày ở khu vực này lên đến gần 250mm đã gây nên những trận lũ lịch sử kinh hoàng vào các năm 1990, 1996 gây thiệt hại lớn cho thị trấn Mường Lay và thị xã Lai Châu cũ.

## Những sự vật liên quan
Năm 2010, được sự quan tâm của Chính phủ đối với đồng bào các dân tộc miền núi, đường Mường Tùng- Chà Tở- 56 km đã được xây dựng dọc theo dòng Nậm He, nối thị xã Mường Lay với huyện lỵ Mường Nhé (hoàn thành cuối năm 2014), tạo điều kiện đi lại của bà con trong vùng.
Tại hạ lưu, nhà máy thủy điện Nậm He  công suất lắp đặt 16 MW với hai tổ máy, khởi công tháng 4 năm 2010, sản lượng điện trung bình năm trên 61 triệu kWh do Công ty Cổ phần Thủy điện Nậm He làm chủ đầu tư, phát điện vào tháng 6 năm 2014. Đây là công trình thủy điện có công suất lớn thứ ba tại tỉnh Điện Biên sau thủy điện Nậm Mức (42 MW), Trung Thu,... Công trình nằm cách ngã ba suối Nậm Lay - Nậm He chừng 1 km về phía thượng lưu. Với đội ngũ kỹ sư điện, điện tử và công nhân lành nghề, nhà máy cũng mở ra một giai đoạn mới để phát triển các ngành công nghiệp, du lịch cho khu vực Mường Lay .
Các thông số khác của công trình thủy điện Nậm He:
- Diện tích mặt hồ: 61,5 ha
- Dung tích toàn bộ: 10,839 triệu m3
- Dung tích hữu ích 6,874 triệu m3, tràn lũ tự do.

Mai đây, hồ sẽ là một điểm du lịch thú vị của các bạn trẻ và là nơi nuôi trồng các loại thủy sản có giá trị. Tổ máy phát điện của nhà máy được lắp đặt tại cao độ 247 m. Mực nước dâng bình thường là 373m, mực nước chết là 362m. Cột áp tính toán của tổ máy là 114 m, cột áp lớn nhất 121,45 m, cột áp nhỏ nhất 97 m.
Lưu lượng nước qua nhà máy lớn nhất 18,5 m3/s. Hầm dẫn nước dài 3,346 km, đường kính hầm 2,4 m.
Tháp điều áp có chiều sâu 80 m, cao trên mặt đất 24 m.
Vốn đầu tư xây dựng công trình theo dự toán ban đầu là 446,5 tỷ đồng.

## Chỉ dẫn
1. ↑  Trong tiếng Tày-Thái "Nậm" đã có nghĩa là nước, sông, suối.